# Cadel Evans Great Ocean Road Race 2015
Cadel Evans Great Ocean Road Race 2015 – 1. edycja wyścigu kolarskiego Cadel Evans Great Ocean Road Race, która odbyła się 1 lutego 20150 na liczącej blisko 174 kilometry trasie wokół miasta Geelong. Impreza kategorii 1.1 była częścią UCI Oceania Tour 2015.

## Drużyny
| WorldTeams (8)- BMC Racing Team - Cannondale-Garmin - Etixx-Quick Step - IAM Cycling - Katusha - Orica-GreenEDGE - Sky - Trek Factory Racing Professional continental teams (4)- Androni Giocattoli - Drapac - MTN-Qhubeka - UnitedHealthcare Continental teams (7)- African Wildlife Safaris - Avanti Racing Team - Budget Forklifts - CharterMason Giant Racing Team – p/b Brennan IT - Data3 Symantec Racing-Scody - Navitas Satalyst Racing - Search2retain-Health.com.au translation for headoftableIII_translate index 39 not found- UniSA-Australia |
| |

## Klasyfikacja generalna
| \| Klasyfikacja generalna \| Klasyfikacja generalna \| Klasyfikacja generalna \| Klasyfikacja generalna \| Klasyfikacja generalna \| \| Kolarz \| Kolarz \| Państwo \| Drużyna \| Czas \| \| ---------------------- \| ---------------------- \| ---------------------- \| ---------------------- \| ---------------------- \| \| 1. \| Gianni Meersman \| Belgia \| Etixx-Quick Step \| 4h 15' 22" \| \| 2. \| Simon Clarke \| Australia \| Orica-GreenEDGE \| + 0" \| \| 3. \| Nathan Haas \| Australia \| Cannondale-Garmin \| + 0" \| \| 4. \| Luke Rowe \| Wielka Brytania \| Team Sky \| + 0" \| \| 5. \| Cadel Evans \| Australia \| BMC Racing Team \| + 0" \| \| 6. \| Giampaolo Caruso \| Włochy \| Katusha \| + 0" \| \| 7. \| Moreno Moser \| Włochy \| Cannondale-Garmin \| + 0" \| \| 8. \| Danilo Wyss \| Szwajcaria \| BMC Racing Team \| + 0" \| \| 9. \| Peter Kennaugh \| Wielka Brytania \| Team Sky \| + 7" \| \| 10. \| Heinrich Haussler \| Australia \| IAM Cycling \| + 9" \| |                   |                 |                   |            |
| |                   |                 |                   |            |
| Źródło: ProCyclingStats |                   |                 |                   |            |
| Klasyfikacja generalna |                   |                 |                   |            |
| Kolarz | Kolarz            | Państwo         | Drużyna           | Czas       |
| 1. | Gianni Meersman   | Belgia          | Etixx-Quick Step  | 4h 15' 22" |
| 2. | Simon Clarke      | Australia       | Orica-GreenEDGE   | + 0"       |
| 3. | Nathan Haas       | Australia       | Cannondale-Garmin | + 0"       |
| 4. | Luke Rowe         | Wielka Brytania | Team Sky          | + 0"       |
| 5. | Cadel Evans       | Australia       | BMC Racing Team   | + 0"       |
| 6. | Giampaolo Caruso  | Włochy          | Katusha           | + 0"       |
| 7. | Moreno Moser      | Włochy          | Cannondale-Garmin | + 0"       |
| 8. | Danilo Wyss       | Szwajcaria      | BMC Racing Team   | + 0"       |
| 9. | Peter Kennaugh    | Wielka Brytania | Team Sky          | + 7"       |
| 10. | Heinrich Haussler | Australia       | IAM Cycling       | + 9"       |